# Vallée d'Albys
Albys Vallis
Pour les articles homonymes, voir Albys.
La vallée d'Albys (désignation internationale : Albys Vallis) est une vallée située sur Vénus dans le quadrangle d'Agnesi. Elle a été nommée en référence à Albys, divinité touvine/altaïenne des cours d'eau.